# 厄文·馬克·雅各布
厄文·馬克·雅各布（英語：Irwin Mark Jacobs，1933年10月18日—），又称厄文·雅各布，生於美國麻塞諸塞州新伯福，美國電機工程師，為高通公司的共同創辦者以及前執行長。

## 生平
1956年畢業於康乃爾大學電機工程學系，1957年取得麻省理工學院電機與電腦科學碩士，1959年取得博士。畢業後，在1959年至1966年間，在麻省理工學院電機系擔任助理教授、副教授。1966年至1972年間，於聖地牙哥加利福尼亞大學擔任教授。1965年，出版教科書《通訊工程原理》（Principles of Communication Engineering）。
1968年，與安德鲁·维特比，創辦 Linkabit公司。
1985年，與安德鲁·维特比，創辦高通公司（Qualcomm Corporation）。

## 家庭
1954年，與瓊·雅各布（Joan Jacobs，婚前本姓Klien）結婚。

## 荣誉
1980年，Jacobs與 Andrew J. Viterbi共同獲得了 1980 年美國航空航天學會 (AIAA) 兩年一度的獎項。
1992年，雅各布斯被美國企業家協會授予高科技年度企業家獎。
1993年5月，他被授予美國電子協會（AEA）“發明美國的未來”獎。
1994年，由於CDMA的開發，雅各布斯被授予國家技術與創新獎章；他還獲得了“康奈爾大學年度企業家”獎。
1995年，Jacobs獲得了IEEE Alexander Graham Bell獎章——表彰他對電信領域的傑出貢獻，包括領導力、理論、實踐和產品開發。
2001年，雅各布斯榮獲2001年鮑爾商業領袖獎。
2004年，Jacobs和他的妻子Joan Jacobs聖地亞哥的公共藝術和教育做出了貢；還獲得了伍德羅·威爾遜企業公民獎。
2005年，雅各布斯在麻省理工學院發表了2005年屆的畢業演講，
2007年，Jacobs和Viterbi獲得了2007年IEEE/RSE Wolfson James Clerk Maxwell獎，以表彰“促進無線電信發展的基礎性貢獻、創新和領導力”。
2008年，在雅各布斯工程學院發表了2008年屆的畢業演講。
2009年，他被任命為 AAAS（美國科學促進會）會士。
2011年與傑克·沃爾夫一起獲得馬可尼獎；同時也被任命為馬可尼獎獲得者和馬可尼研究員；雅各布斯還入選聖地亞哥航空航天博物館國際航空航天名人堂。
2012年，Jacobs被WP Carey商學院院長委員會評為年度 100 位高管。
2013年，雅各布斯入選國家發明家名人堂；又獲得了電氣和電子工程師協會(IEEE)頒發的榮譽勳章，這是工程師從同行中獲得的最高榮譽。IEEE表示，他獲得該獎項不僅是因為他的創新，還因為他“一次又一次地將創新轉化為行業應用的能力。” 2013年11月，獲頒台灣國立清華大學“特聘榮譽講座教授”稱號。2013年年末，還當選為美國哲學會會員。
2014年4月，台灣國立清華大學授予厄文·雅各布工學名譽博士學位，同时授予美國耶魯大學校長彼得·沙洛维（Peter Salovey ）人文學名譽博士學位，以表彰他們二人在各自領域中對全球的影響力。
2014年9月，穫香港理工大學頒授榮譽工程學博士學位學位。
2015年，雅各布斯獲得了卡內基慈善獎章。
2017年，Jacobs和Viterbi因其推動移動行業發展的CDMA和擴頻技術而獲得IEEE里程碑獎。
2018年2月，獲委任為台灣國立清華大學校長名譽顧問；同年3月，他被評為IMEC 終身創新獎獲得者。
2019年7月，獲英國約克大學榮譽博士學位；同年10月，他在倫敦獲得了IET蒙巴頓獎章。